# Жълточела сколия
Жълточелата сколия (Megascolia maculata) е едра оса от сем. Scoliidae – най-едрата жилеща оса в Европа. Видът може да се види в топло време, от май до септември. Среща се в Южна Европа, включително в България, а на север достига до Чехия и Австрия.
Английското наименование „мамутова оса“ произлиза от косматите участъци около главата и коремчето.

## Описание
Размерът ѝ варира 23 – 46 mm, като мъжкият е по-дребен. Мъжкият се различава още по това, че главата му е съвсем черна.
Храни се с нектара на различни цъфтящи растения.
Осите от този вид не правят гнезда, като обикновените оси, а женската търси в изгнила дървесина или почвата ларви на едри бръмбари, най-често на бръмбара носорог. Когато ги открие осата ги парализира с мощното си жило, след което снася своето яйце върху парализираната ларва. Ларвата представлява хранителния склад, който осигурява развитието на бъдещата жълточела сколия. Когато порасне и достигне размера на възрастната сколия, тя какавидира в почвата и на другата пролет излита навън.
Сколията е единично живееща оса. Тя е много миролюбива и няма инстинкти да напада и жили човека, както правят обикновените оси в защита на гнездото си.
- Женска жълточела сколия снася яйце върху ларва на бръмбар носорог